# Tremestieri Etneo
Tremestieri Etneo – miejscowość i gmina we Włoszech, w regionie Sycylia, w prowincji Katania.
Według danych na rok 2004 gminę zamieszkiwało 20 167 osób, 3361,2 os./km².